# Miasto Oroslavje
Miasto Oroslavje (chorw. Grad Oroslavje) – jednostka administracyjna w Chorwacji, w żupanii krapińsko-zagorskiej. W 2011 roku liczyła 6138 mieszkańców.